# Feld-EPSP
Das Feld-EPSP (engl. field EPSP) ist in der Neurobiologie die Bezeichnung für ein elektrisches Potential, welches sich bei einer neuronalen Erregung extrazellulär ableiten und messen lässt. Es wird durch Ionenströme gebildet, die durch die Zellmembran der Nervenzelle fließen. Gekennzeichnet wird das Feld-EPSP durch eine anfängliche negative Auslenkung im monosynaptisch evozierten Feldpotential, die bei dessen Ableitung die primäre synaptische Aktivierung der abgeleiteten Neuronenpopulation widerspiegelt.
Es ist das extrazelluläre Gegenstück der an den einzelnen Neuronen bei Reizung ausgelösten erregenden oder exzitatorischen postsynaptischen Potentiale (EPSP).